# 조너선 오소리오
조너선 오소리오(Jonathan Osorio, 1992년 6월 12일 ~ )는 캐나다의 축구 선수로 현재 메이저 리그 사커의 토론토 FC에서 미드필더로 활약하고 있으며 캐나다 대표팀의 일원으로도 활약 중이다.

## 선수 경력

### 클럽
2012년 캐나다 사커 리그의 SC 토론토에서 데뷔하자마자 정규시즌 22경기 중 17경기 11골이라는 폭발적인 득점력을 자랑하며 팀의 리그 3위 및 8강 플레이오프 진출에 기여했으나 8강 플레이오프에서 정규시즌 6위팀인 세르비안 화이트 이글스에 0-1로 패하며 시즌을 마감했다.
2012 시즌을 마치고 메이저 리그 사커의 토론토 FC와 입단 계약을 체결한 후 현재까지 공식전 275경기 47골을 터뜨리며 트릴룸컵 4회 우승(2014년, 2016년, 2017년, 2019년), 캐나다 챔피언십 3연속 제패(2016년, 2017년, 2018년), MLS컵 1회 우승(2017년) 및 2회 준우승(2016년, 2019년), 2017년 MLS 서포터스 실드 우승, 2018년 CONCACAF 챔피언스리그 준우승을 이끌었다.

### 국가대표팀
2013년 5월 28일 코스타리카와의 친선 경기에서 국제 A매치 데뷔전을 치렀고 이후 2013년 CONCACAF 골드컵과 2015년 CONCACAF 골드컵 본선에 출전했으나 팀은 2회 연속 조별리그 탈락의 고배를 마셨다.
그리고 2017년 1월 22일 버뮤다와의 평가전에서 A매치 데뷔골을 신고한 뒤 2017년 CONCACAF 골드컵을 통해 3번째 골드컵 본선에 출전했지만 팀은 8강에서 자메이카에 패하며 또 다시 탈락의 고배를 마셨다.
이후 2019-20년 CONCACAF 네이션스리그 예선과 2019-20년 CONCACAF 네이션스리그 A에서 득점을 기록하며 통산 18번째 골드컵 본선행을 이끌었고 본선 5경기에도 모두 출전하여 2007년 이후 14년만에 골드컵 4강 진출에 기여했다.

## 수상

### 클럽
토론토 FC
- MLS컵 : 우승 (2017), 준우승 (2016, 2019)
- MLS 서포터스 실드 : 우승 (2017)
- 캐나다 챔피언십 : 우승 (2016, 2017, 2018)
- 트릴룸컵 : 우승 (2014, 2016, 2017, 2019)
- CONCACAF 챔피언스리그 : 준우승 (2018)

 캐나다
- CONCACAF 골드컵 : 4강 (2021)

### 개인
- 캐나다 사커 리그 올해의 신인 선수상 : 2012
- CONCACAF 챔피언스리그 득점왕 : 2018 (4골·세바스티안 조빈코와 공동 수상)[1]
- CONCACAF 챔피언스리그 베스트 11 : 2018[2]
- 조지 그로스 기념 트로피 : 2018
- 토론토 FC 팬 선정 올해의 선수상 : 2018

## 경력 통계
2019년 11월 10일  기준
| 클럽        | 시즌        | 리그 | 리그 | 플레이오프 | 플레이오프 | 컵   | 컵   | 대륙 | 대륙 | 기타 | 기타 | 합계 | 합계 |
| 클럽        | 시즌        | 경기 | 득점 | 경기       | 득점       | 경기 | 득점 | 경기 | 득점 | 경기 | 득점 | 경기 | 득점 |
| ----------- | ----------- | ---- | ---- | ---------- | ---------- | ---- | ---- | ---- | ---- | ---- | ---- | ---- | ---- |
| 토론토 FC   | 2013        | 28   | 5    | —          | —          | 2    | 0    | —    | —    | —    | —    | 30   | 5    |
| 토론토 FC   | 2014        | 27   | 3    | —          | —          | 2    | 0    | —    | —    | —    | —    | 29   | 3    |
| 토론토 FC   | 2015        | 29   | 1    | 1          | 0          | 2    | 0    | —    | —    | —    | —    | 32   | 1    |
| 토론토 FC   | 2016        | 30   | 2    | 6          | 2          | 4    | 2    | —    | —    | —    | —    | 40   | 6    |
| 토론토 FC   | 2017        | 27   | 2    | 5          | 0          | 4    | 0    | —    | —    | —    | —    | 36   | 2    |
| 토론토 FC   | 2018        | 30   | 10   | —          | —          | 4    | 3    | 8    | 4    | 1    | 0    | 43   | 17   |
| 토론토 FC   | 2019        | 24   | 5    | 4          | 2          | 4    | 0    | 2    | 0    | —    | —    | 34   | 7    |
| 커리어 통산 | 커리어 통산 | 195  | 28   | 16         | 4          | 22   | 5    | 10   | 4    | 1    | 0    | 244  | 41   |
| References: |             |      |      |            |            |      |      |      |      |      |      |      |      |

1. ↑  캄페오네스컵.